# Aufhausen
Aufhausen – miejscowość i gmina w Niemczech, w kraju związkowym Bawaria, w rejencji Górny Palatynat, w regionie Ratyzbona, w powiecie Ratyzbona, wchodzi w skład wspólnoty administracyjnej Sünching. Leży około 21 km na południowy wschód od Ratyzbony, nad rzeką Große Laber.